# デジタル合成
デジタル合成（デジタルごうせい）は、VFXのひとつで、コンピュータを使って映像を合成する技術。デジタル・コンポジット（Digital composit）とも呼ばれる。光学合成に対するレトロニムであるが、現代では光学合成が使われる事はほとんどない。
1980年代までは、映像の合成といえばオプチカル・プリンターを使ったフィルムによる光学合成（主に映画で使用）か、テレビ局などのプロダクション・スイッチャーを使用したクロマキー（ビデオ撮影されたテレビ番組で使用）しかなく、一部民生用に発売された画像編集装置では簡単なスーパーインポーズ程度しかで出来なかった。1990年代後半、ビデオ映像の記録がデジタル化されるようになり、現在では一般的なパソコンによって誰にでも高度な映像の合成が可能となっている。
ハリウッドでは1990年代に急激に光学合成からデジタル合成への移行が進んだ。当初は映画フィルム・スキャナによって撮影済みフィルムを高解像度でスキャンし、コンピュータ上で特殊処理を加えたあと、それをフィルム・レコーダーで再びフィルムに焼き直すという工程だったが、近年では撮影自体をデジタルシネマカメラで行なうことや、大スクリーンへの上映に耐えうる高解像度を備えたデジタルシネマ映写機で所要工数の削減が進んでいる。
日本のアニメ業界では、2000年前後にアニメ制作がセルアニメからデジタルアニメに移行してからは、それまで各種素材を物理的カメラで実際にフィルム撮影し、それを繋げて映像に仕上げていた「撮影」と呼ばれる工程が、ソフトウェア上でのデジタル処理によるデジタル合成に切り替わった。そのため、アニメ業界ではデジタル・コンポジットのことを「撮影」と呼ぶ。

## 代表的なデジタル合成ソフトおよびシステム

### 現行

#### 商用ソフト
- Adobe After Effects（アドビ←アルダス←Company of Science and Art（英語版））
- Autodesk Flame / Smoke（オートデスク←Discreet）
- Nuke（Foundry（英語版）←D2 Software←デジタル・ドメイン）
- MotionStudio 3D（コーレル←ユーリードシステムズ） - 旧Cool 3D
- HitFilm Pro（FXhome）
- SCRATCH（Assimilate）
- Motion（Apple）
- Silhouette FX（英語版）（Boris FX[3]←SilhouetteFX）
- Mamba FX（SGO）

#### フリーウェア
- DaVinci Resolve（ブラックマジックデザイン←da Vinci Systems） - 元々はカラーコレクションソフトであったが、その後ノンリニア動画編集にも対応し、その後デジタル合成ソフトのFusionを統合した。
- Blackmagic Fusion（ブラックマジックデザイン←Eyeon）

#### オープンソース
- Blender - 3DCGソフトだが、コンポジットノード機能を内蔵している。
- Natron

### 過去
Avid DS（アビッド・テクノロジー←Softimage社（マイクロソフト子会社））
旧Softimage|DS←Digital Studio。
Commotion（アビッド・テクノロジー←Pinnacle Systems←Puffin Designs）
一時期、AppleのFinal Cut Proに簡易版のCommotion DVが付属されていた。
Avid Media Illusion（アビッド・テクノロジー←Parallax Software）
旧Advance。3DCGソフトのSoftimage XSI 2.0以降にもMedia Illusionの機能が搭載されていた。
Shake（Apple←Nothing Real）
Appleによる買収後、Windowsへの対応を取りやめた。
インフェルノ / Flint（オートデスク←Discreet）
Inferno及びその下位機種であるFlameとFlintは合わせてIFFとして知られていた。FlintのO2版は後にDiscreet Effectに改名された（Mac及びWindows版とは異なる）。
Combustion（オートデスク←Discreet）
Mac及びWindows版Discreet Effect（旧Illuminaire Composition）とDiscreet Paint（旧Illuminaire Paint）を統合したものであり、統合前は元々Denim Softwareの製品であった。
その後、新たなデジタル合成ソフトのAutodesk Toxik（後のAutodesk Composite）に置き換えられた。
Autodesk Composite（オートデスク）
旧Autodesk Toxik。一時期Mayaや3ds Maxに付属されMaya Compositeや3ds Max Compositeとも呼ばれていた。その後無料化され、開発を終了した。